# Franjevci trećoredci glagoljaši
Franjevci trećoredci (TOR), u Hrvatskoj zvani glagoljaši, katolički je crkveni red. Javlja se u 13. stoljeću. Osnivači reda su skupine franjevačkih trećoredaca svjetovnjaka koji počinju živjeti redovničkim samostanskim životom.
Poznatiji samostani ovog reda nalaze se u Ksaveru (Zagreb), Odri kraj Zagreba (Franjevački samostan sv. Franje Asiškoga i Doma za starije i nemoćne "Kuća svetog Franje"), Belišću, Ogulinu, na Krku, Poratu, Glavotoku, samostan sv. Mihovila i sv. Ivana u Zadru i samostan sv. Pavla Pustinjaka na Galovcu (Školjiću) kraj Preka.
Kratična oznaka za ovaj red je TOR.

## Franjevci trećoredci glagoljaši u Hrvatskoj
Osim prvog reda, tj. franjevaca ili Male braće, i drugog reda – klarisa, sv. Franjo osnovao je i tzv. treći red za svjetovnjake. No još su se za svečeva života neki trećoredci udruživali u zajednice i počeli živjeti redovničkim životom te polagati redovničke zavjete. Pravilo im je potvrdio papa Nikola IV. 1289. godine. U početku su bili pod upravom Manje braće.
U našim se krajevima vrlo rano spominje prva redovnička zajednica trećoredaca u gradu Zadru 1251. godine. Narod ih je nazivao "remete od pokore", što svjedoči o pustinjačkom karakteru njihova života. U dokumentima su često nazivani hrvatskim redovnicima, fratrima glagoljašima, jer su se od davnine u liturgiji služili glagoljicom i staroslavenskim jezikom. Na tom su području vrlo zaslužni za hrvatsku kulturu.
Papa Siksto IV. proglasio je hrvatsku trećoredsku zajednicu samostalnom 1473. godine, a papa Klement VIII. ujedinio je hrvatsku granu s onom u Italiji 1602. godine i ovlastio ih da biraju vlastitog generalnog poglavara.
U početku trećoredci žive kao pustinjaci, no ujedno djeluju u pastoralu među seljačkim svijetom i ribarima, a u Mletačkoj Republici vrše službu dušobrižnika na mletačkim galijama i po lazaretima. Samostani su im se sve do 20. stoljeća nalazili isključivo u primorskim krajevima, a od prve polovice 20. st. otvaraju samostane i u kontinentalnom dijelu Hrvatske. Danas djeluju u pastoralu i vode nekoliko župa.

## Poznati pripadnici
- fra Marko Japundžić, hrv. paleograf i arhivist, najveći poznavatelj glagoljice u Hrvata
- fra Ilija Živković – Čokić, hrv. psiholog
- fra Stanko Dujmović, hrv. fotograf
- fra Pijo Dujmović, generalni ministar trećoredaca
- fra Anđelko Badurina, hrv. povjesnik umjetnosti, arhivist, paleograf, arheolog i bizantolog
- mons. Srećko Badurina, biskup šibenski (1988. – 1996.)
- mons. Ivo Martinović, biskup požeški (2024. – danas)
- mons. Marko Medo, biskup gospićko-senjski (2024. – danas)

## Vanjske poveznice
- Franjevci trećoredci glagoljaši  Arhivirana inačica izvorne stranice od 10. travnja 2021. (Wayback Machine)
- HIC Dom i svijet br. 342 – Hrvat na čelu Franjevaca trećoredaca (Hina/IKA/HIC)